# أندرياس فوتسيناس
الاسم باللغة الإنجليزية (Andreas Voutsinas) (باليونانية: Ανδρέας Βουτσινάς)‏ ؛ 22 أغسطس 1930 - 8 يونيو 2010) كان ممثلًا ومخرجًا يونانيًا. في العالم الناطق بالإنجليزية، اشتهر بأدواره في ثلاثة أفلام ميل بروكس، المنتجون (1968)، الكراسي الإثني عشر (1970) وتاريخ العالم، الجزء الأول (1981).

## الحياة والوظيفة
ولد فوتسيناس في 22 أغسطس 1932 في الخرطوم، حيث كان هناك مجتمع كبير من المستوطنين اليونانيين في السودان في ذلك الوقت. والديه من جزيرة كيفالونيا الأيونية. أقاموا مصنعًا للمعكرونة في المستعمرة الأنجلو المصرية، «يزود السباغيتي للقوات الإيطالية» خلال الغزو الفاشي للحبشة. بعد انهيار العمل خلال الحرب العالمية الثانية، انتقل فوتسيناس مع والدته إلى أثينا.
درس فوتسيناس التمثيل وتصميم الأزياء في مدرسة أولد فيك والدراما والأغنية في أكاديمية ويبر دوجلاس في لندن، وفي عام 1957 انضم إلى استوديو الممثلين.
أخرج فوتاسيناس أكثر من 130 عرضًا من التمثيل والعروض التقديمية والاداء الكلاسيكي والمعاصر في لندن وباريس ونيويورك وكندا واليونان. عمل كممثل ومخرج في برودواي وعمل في أفلام جول داسين ولوك بيسون.
فوتاسيناس، عضو دائم في استوديو الممثل منذ عام 1957، قضى سنوات عديدة في العمل في مسرح الأوراق المالية الصيفية ومساعدًا للمؤسس المشارك في الاستوديو إيليا كازان، قبل أن يلتقي بجين فوندا، التي شارك فيها والذي ألقى به في الجزء الرئيسي في Fun Couple، أول ظهور له في برودواي في عام 1960.
وتابع فوتسيناس في وقت لاحق فوندا إلى هوليوود حيث دربها في عدد من الأفلام. ثم بدأ العمل كمدرب للعديد من الآخرين، بما في ذلك فاي دوناواي ووارن بيتي. بعد فوندا إلى باريس لتدريبها في بارباريلا روجر فاديم، قرر تأسيس Le Theatre Des Cinquante، ورشة تمثيل تستند إلى مبادئ لي ستراسبيرج. بدأ العديد من الممثلين والممثلات الفرنسيين المشهورين في حضور دروسه، وفي نفس الوقت بدأ بنجاح في إخراج المسرحيات للمسرح الفرنسي.
في عام 1968، أصبح فوتسيناس وكارمن غيا الأصلية بعد صداقة زوجة ميل بروكس، آن بانكروفت. أوصت به لبروكس وقالت إن فوتسيناس ستكون مثالية للجزء. كان لفوتسيناس دور في ميزة أخرى لبروكس، تاريخ العالم، الجزء الأول، لعب دور «بيرنايز» في مشاهد الثورة الفرنسية.
لم يكن حتى أوائل الثمانينيات قد انتقل في نهاية المطاف إلى أجداده اليونان، حيث واصل مسيرته المهنية بتوجيه مجموعة واسعة من الذخيرة من تينيسي ويليامز إلى يوريبيدس، بشكل رئيسي لمسرح الدولة في شمال اليونان في ثيسالونيكي. تم عرض أعماله أيضًا خلال فصل الصيف في مهرجان أثينا في هيروديون، وكذلك في مهرجان إبيداوروس. واصل العمل بين البلدين أثناء ظهوره في العديد من الأفلام الفرنسية واليونانية، بما في ذلك Le Grand bleu (1988) وSafe Sex (1999).
درس أندرياس فوتسيناس التمثيل في مسرح الدولة في شمال اليونان من 2002 إلى 2009.
بعد السكتة الدماغية أسس مدرسة الدراما الخاصة به في سالونيك، مدرسة الدراما المتفوقة أندرياس فوتوتيناس.

## مماته
توفي فوتوتيناس من عدوى الجهاز التنفسي في 8 يونيو 2010 عن عمر يناهز 79 عامًا، بعد عدة أيام من دخول المستشفى في مستشفى هنري دونان في أثينا.

## فيلموغرافيا

### أفلام
- المنتجون (1967) - كارمن غيا
- Histoires extraordinaires (1968) - A Courtier (part "Metzengerstein") (غير معتمد)
- فرولين دكتور (1969)
- الكراسي الإثني عشر (1970) - نيكولاي سيسترين
- Un peu، beaucoup، passionnément... (1971) - M. Keller
- بوليفارد دو روم (1971) - ألفاريز
- بيل أوركور (1973) - بوسان، لو عازف البيانو
- ليلي، آيم موي (1975) - Le barbu de chez Flo / Bearded man at Flo's
- السيد Balboss (1975) - Le دبلوماسي
- حلم العاطفة (1978) - كوستاس
- Les Charlots contre Dracula (1980) - Le comte Dracula
- تاريخ العالم، الجزء الأول (1981) - Bearnaise (الثورة الفرنسية)
- Les Voleurs de la nuit (1984) - خوسيه
- Les Nouveaux tricheurs (1987) - رومانوف
- لو جراند بلو (1988) - كاهن
- نهاية العالم La Patite (1993) - Realisateur americain
- Gynaikes dilitirio (1993) - أندرياس
- الجنس الآمن (1999) - مدير الصب
- بارتا علا (2003)
- Mi fevgeis... (2004) - Voutsinas (دور الفيلم النهائي)

### تلفزيون
- المدافعون (1963) - راؤول مارتينيز
- Le Pain noir (1974) - لو كولبور
- العزلة (1977) - Casimir
- Sam et Sally (1978) - Le présentateur
- مدام سورديس (1979، فيلم تلفزيوني) - فلاديمير
- بروفا نيفيكو (1995، مسلسل تلفزيوني) - Orestis Yalinis

### مدير المسرح
- Le Bonheur à Romorantin (1984 برنامج تلفزيوني)
- دون خوان (برنامج تلفزيوني عام 1978)

### مدير فني
- مدموزيل جولي (1984 برنامج تلفزيوني)

## روابط خارجية
- أندرياس فوتسيناس على موقع IMDb (الإنجليزية)
- أندرياس فوتسيناس على موقع ألو سيني (الفرنسية)
- أندرياس فوتسيناس على موقع أول موفي (الإنجليزية)
- أندرياس فوتسيناس على موقع قاعدة بيانات برودواي على الإنترنت (الإنجليزية)
- أندرياس فوتسيناس على موقع قاعدة بيانات الأفلام السويدية (السويدية)
- أندرياس فوتسيناس على موقع إن إن دي بي (الإنجليزية)
- أندرياس فوتسيناس على موقع ديسكوغز (الإنجليزية)
- أندرياس فوتسيناس على موقع قاعدة بيانات الفيلم (الإنجليزية)
- أندرياس فوتسيناس على موقع كينوبويسك (الروسية)
- مدرسة الدراما متفوقة من أندرياس فوتسيناس
- Andreas Voutsinas في قاعدة بيانات الإنترنت خارج برودواي